# Rayan Cherki
Mathis Rayan Cherki (ur. 17 sierpnia 2003 w Lyonie) – francuski piłkarz algierskiego pochodzenia, występujący na pozycji pomocnika w angielskim klubie Manchester City. Występuje też jako reprezentant Francji.